# Европско првенство у атлетици за млађе сениоре 2017 — 800 метара за мушкарце
Такмичење у трчању на 800 метара у мушкој конкуренцији на 11. Европском првенству у атлетици за млађе сениоре 2017. у Бидгошчу одржано је 14. и 16. јула 2017. на стадиону Жђислав Кшишковјак.
Титулу освојену у Талину 2015, није бранио Артур Кучјапски из Пољске јер је прешао у сениоре.

## Земље учеснице
Учествовало је 21 такмичар из 18 земаља.
1. Андора (1)
2. Белорусија (1)
3. Естонија (1)
4. Летонија (1)
5. Литванија (1)
6. Мађарска (1)
7. Немачка (2)
8. Пољска (1)
9. Румунија (1)
10. Словачка (1)
11. Словенија (1)
12. Уједињено Краљевство (1)
13. Француска (2)
14. Холандија (1)
15. Чешка (2)
16. Швајцарска (1)
17. Шведска (1)
18. Шпанија (1)

## Освајачи медаља
|                          |                                       |                       |
| Андреас Крамер · Шведска | Данијел Ровден · Уједињено Краљевство | Марк Ројтер · Немачка |

## Квалификациона норма
Требало је да квалификациону норму такмичари остваре у периоду од 1. јануара 2016. до 4. јула 2017. године.
| Норма   |
| ------- |
| 1:48,80 |

## Сатница
| Датум   | Време | Коло          |
| ------- | ----- | ------------- |
| 14. јул | 11:50 | Квалификације |
| 16. јул | 17:45 | Финале        |

## Рекорди
| Рекорди пре почетка Европског првенства 2017. | Рекорди пре почетка Европског првенства 2017. | Рекорди пре почетка Европског првенства 2017. | Рекорди пре почетка Европског првенства 2017. | Рекорди пре почетка Европског првенства 2017. | Рекорди пре почетка Европског првенства 2017. |
| Рекорди                                       | Атлетичар                                     | Земља                                         | Време                                         | Место                                         | Датум                                         |
| --------------------------------------------- | --------------------------------------------- | --------------------------------------------- | --------------------------------------------- | --------------------------------------------- | --------------------------------------------- |
| Европски рекорд У-23                          | Јуриј Борзаковски                             | Русија                                        | 1:42,47                                       | Брисел, Белгија                               | 24. август 2001.                              |
| Рекорди европских првенстава У-23             | Нилс Шуман                                    | Немачка                                       | 1:45,21                                       | Гетеборг, Шведска                             | 1. август 1999.                               |
| Најбољи европски резултат сезоне У-23         | Марк Ројтер                                   | Немачка                                       | 1:45,22                                       | Пфунгштат, Немачка                            | 5. јул 2017.                                  |

### Најбољи европски резултати у 2017. години
Десет најбољих атлетичара у трци на 800 метара 2017. године до почетка првенства (12. јул 2017), имали су следећи пласман на европској ранг листи. (СРЛ)
| 1.  | Марк Ројтер,            | Немачка          | 1:45,22 | 5. јул  |
| 2.  | Емерис Лусине,          | Француска        | 1:46,08 | 14. јун |
| 3.  | Пабло Санчез-Валадерес, | Шпанија          | 1:46,61 | 25. јун |
| 4.  | Христоф Кеслер,         | Немачка          | 1:46,71 | 3. јун  |
| 5.  | Данијел Ровден,         | Велика Британија | 1:46,86 |         |
| 6.  | Лукаш Ходбод,           | Чешка            | 1:46,98 | 28. јун |
| 7.  | Насредин Катир,         | Француска        | 1:47,15 | 1. јун  |
| 8.  | Јан Петрач,             | Словенија        | 1:47,15 | 4. јун  |
| 9.  | Алексис Мијеле,         | Француска        | 1:47,28 | 28. јун |
| 10. | Ауреле Вандепуте,       | Белгија          | 1:47,56 | 27. мај |

Такмичарке чија су имена подебљана учествовале су на ЕП.

## Резултати

### Квалификације
Квалификације су одржане 14. јула 2017. године. Такмичари су били подељени у 3 групе. У финале су се пласирала прва 2 из сваке групе (КВ) и 2 на основу резултата (кв).,,
Старт: група 1 у 11:50, група 2 у 11:58, група 3 у 12:06.
| Место | Групе | Стаза | Атлетичар              | Земља                | ЛР      | ЛРС     | Резултат | Белешка |
| ----- | ----- | ----- | ---------------------- | -------------------- | ------- | ------- | -------- | ------- |
| 1.    | 2     | 6     | Андреас Крамер         | Шведска              | 1:47,24 | 1:47,30 | 1:46,93  | КВ, ЛР  |
| 2.    | 2     | 7     | Пабло Санчез-Валадерес | Шпанија              | 1:46,61 | 1:46,61 | 1:47,02  | КВ      |
| 3.    | 2     | 8     | Филип Шнејдр           | Чешка                | 1:47,49 | 1:47,49 | 1:47,08  | кв, ЛР  |
| 4.    | 2     | 9     | Јан Слома              | Белорусија           | 1:47,87 | 1:48,28 | 1:47,16  | кв, ЛР  |
| 5.    | 2     | 4     | Христоф Кеслер         | Немачка              | 1:46,71 | 1:46,71 | 1:47,31  |         |
| 6.    | 1     | 4     | Данијел Ровден         | Уједињено Краљевство | 1:46,86 | 1:46,86 | 1:47,51  | КВ      |
| 7.    | 1     | 9     | Матеуш Борковски       | Пољска               | 1:47,62 | 1:47,89 | 1:47,69  | КВ, ЛРС |
| 8.    | 1     | 6     | Емерис Лусине          | Француска            | 1:46,08 | 1:46,08 | 1:47,92  |         |
| 9.    | 2     | 3     | Бенедиктас Микус       | Литванија            | 1:48,34 | 1:48,34 | 1:49,22  | кв      |
| 10.   | 2     | 5     | Расмус Кисел           | Естонија             | 1:51,21 | 1:52,02 | 1:49,40  | ЛР      |
| 11.   | 1     | 3     | Пол Моја               | Андора               | 1:48,13 | 1:48,13 | 1:49,48  |         |
| 12.   | 3     | 8     | Космин Трофин          | Румунија             | 1:47,90 | 1:47,90 | 1:49,50  | КВ      |
| 13.   | 3     | 6     | Марк Ројтер            | Немачка              | 1:46,00 | 1:46,00 | 1:49,71  | КВ      |
| 14.   | 1     | 7     | Јан Петрач             | Словенија            | 1:47,15 | 1:47,15 | 1:49,85  |         |
| 15.   | 3     | 5     | Насредин Катир         | Француска            | 1:46,49 | 1:47,15 | 1:49,92  |         |
| 16.   | 3     | 4     | Тони ван Дипен         | Холандија            | 1:48,03 | 1:48,03 | 1:50,38  |         |
| 17.   | 3     | 9     | Лукаш Ходбод           | Чешка                | 1:46,98 | 1:46,98 | 1:50,72  |         |
| 18.   | 3     | 3     | Јонас Шефер            | Швајцарска           | 1:48,51 | 1:48,51 | 1:51,33  |         |
| 19.   | 1     | 5     | Герго Кис              | Мађарска             | 1:48,14 | 1:49,04 | 1:51,75  |         |
| 20.   | 1     | 8     | Роландс Јиркис         | Летонија             | 1:50,46 | 1:50,46 | 1:53,03  |         |
| 21.   | 3     | 7     | Матуш Талан            | Словачка             | 1:48,42 | 1:48,42 | 1:53,13  |         |

### Финале
Финале је одржано 16. јула 2017. године у 17:45.,
| Место | Стаза | Атлетичар              | Земља                | Резултат | Белешка |
| ----- | ----- | ---------------------- | -------------------- | -------- | ------- |
|       | 5     | Андреас Крамер         | Шведска              | 1:48,15  |         |
|       | 7     | Данијел Ровден         | Уједињено Краљевство | 1:48,16  |         |
|       | 5     | Марк Ројтер            | Немачка              | 1:48,66  |         |
| 4.    | 3     | Матеуш Борковски       | Пољска               | 1:48,92  |         |
| 5.    | 8     | Филип Шнејдр           | Чешка                | 1:49,19  |         |
| 6.    | 2     | Космин Трофин          | Румунија             | 1:49,81  |         |
| 7.    | 9     | Јан Слома              | Белорусија           | 1:50,02  |         |
| 8.    | 6     | Пабло Санчез-Валадерес | Шпанија              | 1:59,93  |         |